# Chusteczka
Chusteczka (oryg. ukr. Хустина) – ballada Tarasa Szewczenki napisana w drugiej połowie roku 1847. 

## Okoliczności powstania utworu
Chusteczka jest jednym z utworów powstałych w czasie zesłania Szewczenki do Twierdzy Orskiej. Jest to jeden z dwóch wierszy napisanych w latach 1847–1848, dla których inspiracją były dzieje Kozaczyzny oraz ludowe utwory, których bohaterami byli Kozacy, znane poecie z dzieciństwa. W pierwotnej wersji, zapisanej w 1847 w zbiorku określanym przez Szewczenkę jako Mała książeczka, dzieło nie miało tytułu (incipit [Była sobie Katarzyna]). Tytuł Chusteczka pojawił się po dokonaniu przez autora ostatecznych poprawek, co miało miejsce w 11 lat później, w czasie ogólnego przeglądu wierszy napisanych w okresie zesłania. 

## Treść
Kozak zakochuje się w nieznanej z imienia dziewczynie, sierocie. Oboje darzą się ogromnym uczuciem, są jednak bardzo biedni. W dzień zapustów Kozak udaje się razem z towarzyszami na tradycyjną już wyprawę, na którą odprowadza go jego ukochana, wręczając na pożegnanie haftowaną chusteczkę. Dziewczyna przez trzy lata czeka na powrót Kozaka. Wreszcie wojska wracają: jeden z oddziałów ubrany jest na czarno, jego członkowie wiozą trumnę i z płaczem niosą zakrwawiony rynsztunek bojowy. Za nim kroczy koń zabitego, z siodłem nakrytym chusteczką. 

## Cechy utworu
Chusteczka jest kolejnym w twórczości Szewczenki utworem liryczno-epickim o charakterze obyczajowym. Podobnie jak w młodzieńczej balladzie Urzeczona, jego głównym tematem jest nieszczęśliwa miłość między Kozakiem a ubogą chłopską dziewczyną, zakończona śmiercią tego pierwszego w czasie walki. Wiersz podkreśla ubóstwo bohaterów (oboje są sierotami), skontrastowane ze szlachetnością i czystością ich uczuć. Postać kobieca zawarta w utworze, podobnie jak bohaterki Katarzyny, Topoli, Maryny czy Osiki, jest uosobieniem dziewczęcej niewinności i szczerości. 
W drugiej redakcji Szewczenko zdecydowanie silniej podkreślił typowość przedstawionej historii. Bohaterowie ostatecznej wersji utworu nie mają nawet imion. W odróżnieniu jednak od wersji pierwszej, która skupiała się na przeżyciach dziewczyny, druga wersja dodatkowo podkreśla bohaterstwo Kozaka, fakt, iż zginął, walcząc o upragnioną "sławę kozacką". Dzieło pod względem formy (wersyfikacja, prosty język) i treści stanowi wyraźne nawiązanie do ludowej twórczości ukraińskiej.  

## Publikacja
Chusteczka została po raz pierwszy wydrukowana w piśmie Narodnoje cztenije w 1859, bez podania autora.  Na język polski wiersz tłumaczyli Antoni Gorzałczyński i Bohdan Łepki. 